# Spitaalijärvi
Spitaalijärvi är en liten sjö i Lauhanvuori nationalpark i kommunen Storå i landskapet Södra Österbotten i Finland. Sjön ligger 175,4 meter över havet. Arean är 7 hektar och strandlinjen är 1,03 kilometer lång. Sjön  ingår i Lappfjärds å huvudavrinningsområde.   Den ligger omkring 80 kilometer söder om Seinäjoki och omkring 260 kilometer nordväst om Helsingfors. 

## Namnet
Spitaalijärvi har fått sitt namn, som betyder ’spetälskesjön’, på grund av en folktro, efter vilken med vattnet i sjön kan man bota hudsjukdomar, bland annat lepra.